# Awrajja

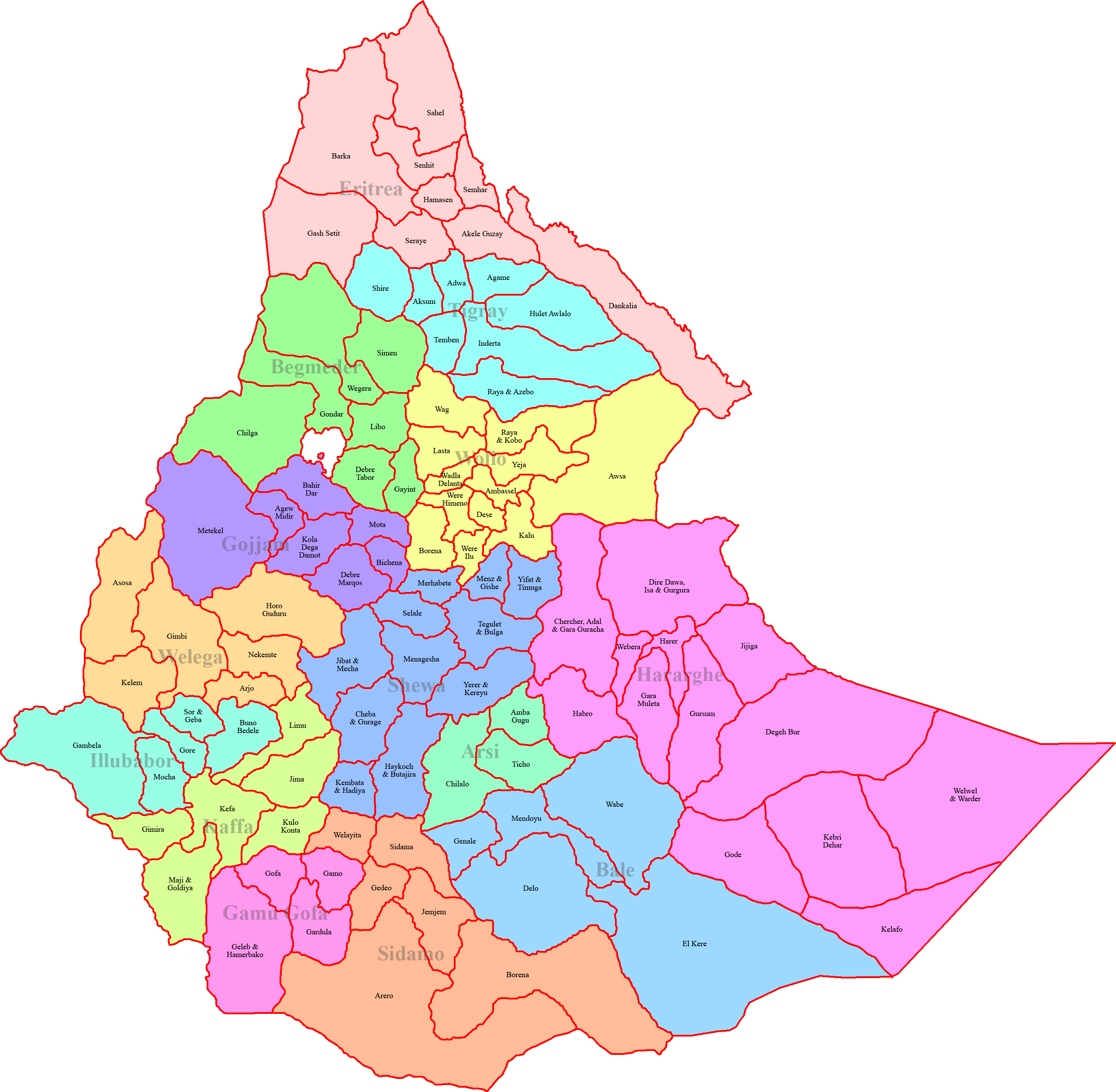
Un mapa de los antiguos awrajjas de Etiopía.

Awrajja (en amárico: አውራጃ) eran las subdivisiones de segundo nivel en las que se subdividían las provincias de Etiopía antes de 1996. Awrajja se traduce aproximadamente como "condado" o "subprovincia" y contenían un número de "woredas" o distritos, la subdivisión de tercer nivel de Etiopía. En 1996, las provincias y awrajjas de Etiopía fueron reemplazadas por regiones (kilil) y zonas, y los awrajja dejaron de cumplir una función administrativa, aunque conservan un significado cultural.